# Bassa (Plateau)
Bassa è una città della Repubblica Federale della Nigeria appartenente allo Stato di Plateau. È capoluogo dell'omonima area a governo locale (local government area) che si estende su una superficie di 1.743 km² e conta una popolazione di 186.859 abitanti.